# Paul Snow-Hansen
Paul Snow-Hansen (Takapuna, 3 de septiembre de 1990) es un deportista neozelandés que compitió en vela en la clase 470.
Ganó una medalla de plata en el Campeonato Mundial de 470 de 2016. Participó en tres Juegos Olímpicos de Verano, entre los años 2012 y 2020, ocupando el quinto lugar en Londres 2012 y el cuarto en Tokio 2020, en la clase 470.

## Palmarés internacional
| \| Campeonato Mundial \| Campeonato Mundial \| Campeonato Mundial \| Campeonato Mundial \| \| Año \| Lugar \| Medalla \| Clase \| \| ------------------ \| ---------------------- \| ------------------ \| ------------------ \| \| 2016 \| San Isidro (Argentina) \| Medalla de plata \| 470 \| |                        |                  |       |
| Campeonato Mundial |                        |                  |       |
| Año | Lugar                  | Medalla          | Clase |
| 2016 | San Isidro (Argentina) | Medalla de plata | 470   |